# Artur de Oliveira Santos
Artur de Oliveira Santos  (Ourém, 1884. január 22. – Lisszabon, 1955. június 27.) portugál újságíró és politikus, Ourém város adminisztrátora, amelyben Fátima település található, a fátimai Szűzanya jelenéseinek helyszíne három fiatal pásztorgyerek számára 1917-ben.

## Karrier
Bár végzettsége kevés volt, Artur Santost a Ouriense helyi újság szerkesztőjévé tették, amelyben monarchiaellenes és vallásellenes véleményét hangoztatta. Húszas éveiben megválasztották Leiria szabadkőműves páholyába, majd külön páholyt alapított Vila Nova de Ourémben, szülővárosában. Röviddel ezután Ourém önkormányzati adminisztrátorává tették, a központi kormány delegáltjaként, amelynek feladata többek között a közrend fenntartása volt. A városháza elnöke és Comarca helyettes bírája is volt, a jelenések idején Portugália ezen részének egyik legbefolyásosabb embere. 

## Szerepe a Fátima jelenésekben
Artur Santos ismert volt általában a szervezett vallás és különösen a katolicizmus iránti ellenségeskedéséről. Különösen ellenséges volt a jelenésekkel kapcsolatban, és többször küldött bűnüldöző tisztviselőket arra, hogy akadályozzák a történet nyilvános hozzáférését. Odáig ment, hogy elrabolta a három gyereket és börtönbe helyezte őket, hogy megakadályozza őket abban, hogy újabb jelenést hirdessenek. Évekkel később Lucia felidézi, hogyan vitték börtönbe és hogy Santos miként fenyegette őket, hacsak nem fedik fel előtte azt a titkot, amelyet a hölgytől kaptak. 
Későbbi éveiben Artur Santos kereszténynek vallotta magát, de tagadta, hogy misére vagy gyónásra menne. Levelet küldött egy újságnak, amelyben kifejtette az ő történetét a gyermekek letartóztatásának kérdésében. Noha későbbi éveiben megfosztották politikai tisztségeitől,szívesen beszélt egykori viszonylagos hírnevéről, és büszke volt arra is hogy "az egész világon" és Oroszországban is "ismert lett.